# Střítež pod Křemešníkem
Střítež pod Křemešníkem, früher Střítež u Branišova; (deutsch Strietesch b. Branschau) ist eine Gemeinde in Tschechien. Sie liegt sieben Kilometer östlich von Pelhřimov und gehört zum Okres Pelhřimov.

## Geographie
Das linksseitig über dem Tal des Kladinský potok gelegene Dorf Střítež pod Křemešníkem befindet sich nördlich des 765 m hohen Křemešník in der Böhmisch-Mährischen Höhe.
Nachbarorte sind Kocourovy Lhotky im Norden, Kladiny und Sedliště im Nordosten, Vyskytná im Osten, Branišov im Südosten, Volšička und Kamenicko im Süden, Proseč pod Křemešníkem, Putimov und Řemenov im Südwesten, Horní Strměchy und Plevnice im Westen sowie Strměchy im Nordwesten.

## Geschichte
Die erste urkundliche Erwähnung von Střítež erfolgte im Jahre 1379.

## Gemeindegliederung
Für die Gemeinde Střítež pod Křemešníkem sind keine Ortsteile ausgewiesen. Zur Gemeinde gehören die Ortslagen Kamenicko und Volšička. Grundsiedlungseinheiten sind Kamenicko und Střítež pod Křemešníkem.

## Sehenswürdigkeiten
- barocke Kapelle am Dorfplatz
- Křemešník mit Wallfahrtskirche, Kapelle, Aussichtsturm und Windschloss